# Лосада, Диего де
Диего де Лосада (исп. Diego de Losada; 1511, Рионегро-дель-Пуэнте — 1569, Борбурата, Венесуэла) — испанский конкистадор, исследователь Венесуэлы, основатель Каракаса.

## Биография
Диего де Лосада родился в Рионегро-дель-Пуэнте (Самора) примерно в 1511 году. Он был сыном Каталины де Осорио и Альваро Переса де Лосады (сеньора Рионегро). В 1526 году он поступил на службу ко двору Алонсо де Пиментеля, графа Бенавенте. Как и большинство его современников, его увлекли рассказы о Новом свете, открытом Христофором Колумбом в 1492 году, и он отправился в Вест-Индию за славой и богатством.
В 1533 году он прибыл на Пуэрто-Рико со своим попутчиком Педро Рейносо, где он присоединился к отряду Антонио Седеньо, который собирался исследовать реку Мета в поисках Эльдорадо. До 1536 года Лосада и Рейносо состояли на службе у Седеньо в Маракапане и прилегающих районах. Жестокий и своенравный Седеньо восстал против власти наместника короля в Санто-Доминго, и тот послал отряд генерал-лейтенанта Хуана де Фриаса арестовать Седеньо, но Лосаде удалось пленить Фриаса.
Седеньо направился к Мете, разделив свой отряд на две части, которыми поставил командовать Лосаду и Рейносо, но по пути неожиданно скончался от отравления. Оба лидера не смогли объединить свои силы и поодиночке следовали к Санта-Ана-де-Коро, где их пути разошлись. Рейносо двинулся на территорию Хираара (ныне — Баркисимето), где он был взят в плен капитаном Лопе де Луго Монтальво, в то время как Лосада пошел к Коро, где вошел в доверие капитан-генерала провинции Венесуэла, Генриха Рембольдта (1542—1544), который присоединил его отряд к войскам Хуана де Вильегаса для выполнения некой важной миссии.
Лосада покинул Коро 10 марта 1543 года вместе с Вильегасом и двинулся к Кумана, чтобы пополнить свои войска, так как многие его люди присоединились к экспедиции Филипа фон Хуттена и Монтальво де Луго, искавшей Эльдорадо.
Когда в сентябре 1544 года он вернулся в Коро с солдатами и провиантом, выяснилось, что Рембольдт умер, а его место занял совет из городских мэров Бернардино Мансо и Хуана де Бонилья, который позже сменил Хуан де Карвахаль, лейтенант Хуана де Фриаса. Параллельно с этими событиями возникло острое соперничество между Вильегасом и Лосадой, вылившееся в открытую вражду. Вильегас вступил в Коро 1 января 1545 года и смог добиться опалы Лосады, который решил вернуться в Санто-Доминго.
В Венесуэлу он вернулся с Хуаном Пересом де Толоса, новым губернатором и капитан-генералом провинции (1546—1549), который арестовал Карвахаля, обвинив его в убийстве фон Хуттена. Карвахаль был повешен 16 сентября 1546 года в присутствии своих солдат и всех жителей города Эль-Токуйо, который он основал. После этого губернатор Толоса распорядился, чтобы генерал-лейтенант Хуан де Вильегас вернулся в Коро с 30 солдатами, а Лосаду отправил командовать его людьми на землях к югу от Токуйо.
В сентябре 1549 года губернатор Толоса умер, и его место занял Хуан де Вильегас (1549—1553), который примирился с Лосадой и дал ему возможность выполнять важные миссии.
Одной из первых крупных кампаний, в которых Лосада участвовал в этот период, стало основание, совместно с Вильегасом, города Баркисимето в 1552 году. Лосада стал первым мэром нового поселения. В 1565 году губернатор и капитан-генерал провинции Венесуэла Алонсо Бернальдес де Кирос (1561—1562; 1564—1566) назначил Лосаду главой экспедиции по покорению индейцев каракас, что до него не удалось Франсиско Фахардо, Луису Нарваэсу, Хуану Родригесу Суаресу, самому Бернальдесу Киросу и Гуттиере де ла Пенье.
В 1567 году Лосада вышел из Эль-Токуйо, чтобы набрать солдат для экспедиции, во главе 300 испанцев и около 16 000 воинов племени хирахарас. В Вилья-Рика (ныне — Ниргуа) он принял участие в молебне Святому Себастьяну и принял в отряд сыновей губернатора и других испанских искателей приключений — Франсиско Инфанте, Франсиско Мальдонадо, Франсиско Мадрида, Габриэля де Авилу, Алонсо и Томе Андреа де Ледесма, Себастьяна Диаса де Альфаро, Дамиана дель Баррио, Педро Алонсо Галеаса, Диего де Парадаса, Хуан де Гамеза, Хулиана де Мендосу, Педро Гарсия Камачо и Хуана Серрано.
Через некоторое время, экспедиция во главе с Лосадой прибыл в Мариару и оттуда отправился в Долину страха, владение касика Гуаикайпуро. Продвижение испанцев по этой территории сопровождалось стычками с индейцами, но отряд Лосады демонстрировал свое военное превосходство.
Интерес к золотым шахтам вблизи долины индейцев каракас, а также возможность соединения колоний запада с востоком Венесуэлы, заставили испанцев углубиться в район хребта Кордильера-де-ла-Коста, который ими пока ещё контролировался. Карибские индейцы, которые занимали эту территорию, до того успешно сопротивлялись испанцам, которые с трудом смогли основать только два небольших города — Ато-де-Сан-Франциско в долине каракас и Вилья-дель-Кольядо на побережье. Карибы в свою очередь, контролировали земли между Маракаем и Равниной Наветренному области, и боевой дух их бойцов был очень высок. Карибы были очень воинственным этносом, большая часть их культуры и ритуалов вращались вокруг войны, но они находились в постоянных конфликтах с другими группами до прихода испанцев, особенно араваками. Для 1567 году племенная конфедерация (Caribana) мобилизовала до 17000 воинов под руководством Гуаикайпуро (Копья холмов) и сожгли две деревни.
Достигнув долины каракас, Лосада, согласно королевскому указу 1563 года, начал заселение местности. Он приказал восстановить сожженное поселение и 25 июля 1567 года дал ему имя Сантьяго-де-Леон-де-Каракас, ныне столица Венесуэлы. 8 сентября того же года на руинах города Колладо он основал порт Нуэстра-Сеньора-де-Карбалледа (ныне Карабалледа), назвав его в честь покровительницы своего родного села, Богоматери Карбалледской. Лосада повторно основал две сожжённых карибами деревни и построил оборону нового анклава от воинственных индейцев. В 1568 году войска Лосады, состоявшие из 300 испанцев и 18 000 вспомогательных индейских войск, разгромили Карибскую конфедерацию из более чем 13 000 воинов во главе с вождем Тиуной в битве при Маракапане, что символизировало окончательное подчинение местного населения испанцам. Силы карибов были рассеяны, хотя мелкие касики пытались сопротивляться. Тем не менее, Лосада был обеспокоен близостью войск Гуаикайпуро и, учитывая авторитет и воинский опыт касика, решил не ожидать нападения, а нанести упреждающий удар. Он дал поручение мэру Каракаса Франсиско де Инфанте взять на себя миссию по пленению Гуаикайпуро и усмирению более мелких касиков. Гуаикайпуро вскоре был убит в засаде близ нынешнего Паракотос, организованной Инфанте, вынудившим проводников касика привести его в засаду. Эта смерть позволила испанцам взять под свой контроль весь центр Венесуэлы. После завоевания долины только карибы племени куманаготос продолжали сопротивление завоевателям в долине между Вальес-дель-Туй и рекой Невери.
Диего де Лосада умер в конце 1569 года вблизи Борбураты. Его останки были погребены в Кубиро (ныне штат Лара).